# Percy Spencer
Pour les articles homonymes, voir Spencer.
Percy LeBaron Spencer (9 juillet 1894 – 8 septembre 1970) est un inventeur américain connu pour avoir inventé le four à micro-ondes.

## Biographie
Percy Spencer est né à Howland dans le Maine. Son père meurt en 1897 quand il a 4 ans. Sa mère meurt peu de temps après. Il vit alors avec son oncle et sa tante. À l'âge de 12 ans, il arrête ses études à l'école primaire et commence à travailler comme apprenti dans un moulin.
En 1912, il s'engage dans l'U.S. Navy où il apprend la télégraphie sans fil.
Il entre dans la compagnie Raytheon dans les années 1920.
En 1941, la production du magnétron, pièce principale servant à créer les micro-ondes dans les radars, était de 17 unités par jour. Spencer élabore un moyen plus efficace de les fabriquer, par poinçonnage et soudage, plutôt que d'utiliser des pièces usinées. Cette amélioration augmenta la production des magnétrons à 2 600 unités par jour. Spencer reçut le prix de la Distinguished Public Service Award (en) par l'U.S. Navy pour cette amélioration industrielle.
En 1945, en travaillant à côté d'un magnétron, dont il cherchait à augmenter les performances, il remarque qu'une barre de chocolat fond alors quelle n'était à proximité d'aucune source de chaleur. Le développement du four à micro-ondes démarre à la suite de ses observations,.
En 1953, le premier four micro-ondes est vendu par la société Raytheon.
Percy Spencer devint Senior Vice Président et membre du Board of Directors de Raytheon. Il dépose 300 brevets durant sa carrière passée chez Raytheon.
Un immeuble porta son nom après sa mort.

## Vie privée
Il est marié et a trois enfants, James, John et George.